# Iskra (podjetje)
Iskra, elektro in sistemske rešitve, d.o.o. je slovensko podjetje s sedežem v Ljubljani, ustanovljeno leta 1990. 
Izdeluje stikala, kondenzatorje, zaščitne releje, baterije in antene. 
Je ostanek nekdanjega kranjskega industrijskega konglomerata Iskra, ki je bil ustanovljen leta 1946.

### Lastništvo
Leta 2006 je Dušan Šešok, ki Iskro vodi od leta 1993, prek podjetja Maos s 50 menedžerji izpeljal menedžerski nakup.